# XVIII Giochi paralimpici estivi
I XVIII Giochi paralimpici estivi (XVIII Summer Paralympic Games in inglese) si svolgeranno a Los Angeles, maggiore città della California, negli Stati Uniti d'America, dal 15 al 27 agosto 2028. Sarà la prima volta che la città di Los Angeles ospiterà i giochi paralimpici; gli Stati Uniti hanno già ospitato due edizioni estive (New York/Stoke Mandeville 1984 e Atlanta 1996) e una invernale (Salt Lake City 2002).

## Assegnazione
Come da accordi del 2001 tra il Comitato Paralimpico Internazionale e il Comitato Olimpico Internazionale, il paese selezionato per ospitare i giochi olimpici dovrà ospitare anche i corrispondenti giochi paralimpici. Il 13 settembre 2017 durante la 131ª sessione del CIO svoltasi a Lima, la città di Los Angeles ha ottenuto l'organizzazione dei Giochi della XXXIV Olimpiade e di conseguenza anche dei XVIII Giochi paralimpici estivi. La città californiana è stata nominata all'unanimità a seguito di un accordo con l'altra concorrente, Parigi, cui è stata simultaneamente assegnata l'edizione dei giochi olimpici e paralimpici del 2024.

## Sviluppo e preparazione

### Sedi di gara[3]
Zona Downtown
- Memorial Coliseum: atletica
- Galen Center: badminton, judo, taekwondo
- Los Angeles Convention Center: boccia, goalball, scherma in carrozzina, rugby in carrozzina, tennistavolo
- Staples Center: pallacanestro in carrozzina
- Dedeaux Field: nuoto
- Microsoft Theater: pesistica
- Grand Park: maratona, ciclismo su strada

Zona Long Beach
- Long Beach Waterfront: paratriathlon

Zona South Bay
- Dignity Health Sports Park: tennis in carrozzina, calcio a 5-un-lato
- VELO Sports Center: ciclismo su pista

Altre sedi
- Sepulveda Basin Park: equitazione, tiro
- SoFi Stadium: tiro con l'arco, cerimonie
- Pauley Pavilion: pallavolo paralimpica
- Lago Perris: paracanoa, canottaggio

## I Giochi

### Discipline
- Atletica leggera
- Badminton
- Boccia
- Calcio a 5 per ciechi
- Canoa
- Canottaggio
- Ciclismo
  -  Strada
  -  Pista

- Equitazione
- Goalball
- Judo
- Nuoto
- Pallacanestro in carrozzina
- Pallavolo
- Pesistica

- Rugby in carrozzina
- Scherma in carrozzina
- Taekwondo
- Tennis in carrozzina
- Tennistavolo
- Tiro
- Tiro con l'arco
- Triathlon